# 政弘 (呼出)
政弘（まさひろ、1936年（昭和11年）11月8日 - 1999年（平成11年）12月29日）は、大相撲の三役呼出。本名は佐藤 正博。徳島県美馬郡脇町（現・美馬市）出身。二所ノ関部屋所属。

## 履歴
- 1953年5月場所 - 初土俵。
- 1994年7月場所 - 呼出の番付制導入により、幕内呼出に指名される。
- 1996年1月場所 - 三役呼出に昇進。
- 1999年11月場所 - 実質の最終場所。
- 1999年12月29日東京都内の病院で心不全のため死去。葬儀は回向院で行われた[2]。
- 2000年1月場所 - 番付に掲載された最終場所。

## 改名
政博→正博→政弘→正弘→政弘